# Motta (cantante)
Motta, pseudonimo di Francesco Motta (Pisa, 10 ottobre 1986), è un cantautore, compositore, produttore discografico e polistrumentista italiano.

## Biografia

### Gli esordi
(Motta, in risposta a due fan musicisti in un concerto.)
Nato a Pisa da famiglia livornese, cresce tra la città natale e Livorno. Figlio di Giovanni Motta, ingegnere ed ex dirigente del porto di Livorno, e Rosetta Zan, ex docente universitaria di didattica della matematica, ha una sorella minore, Alice, cantante e musicoterapeuta. Dopo aver preso lezioni di batteria, inizia a prendere lezioni di canto e pianoforte all'età di 16 anni. 
Nel 2006 è tra i fondatori del gruppo Criminal Jokers, band nata inizialmente con una matrice busker-punk, ma poi improntata su una musicalità più vicina alla new wave, per i quali è paroliere, cantante e batterista.
Il gruppo ha esordito nel 2010 con This Was Supposed to Be the Future, album prodotto da Andrea Appino, frontman degli Zen Circus. Il secondo album dei Criminal Jokers, Bestie, il primo in italiano, è uscito due anni dopo. Nel frattempo Motta suona come polistrumentista nei concerti di Nada, Zen Circus, Il Pan del Diavolo e Giovanni Truppi.
Trasferitosi a Roma, nel 2013 inizia gli studi in composizione per film presso il Centro sperimentale di cinematografia di Roma, sotto la direzione artistica di Ludovic Bource. A partire da quell'anno ha composto le colonne sonore di diversi film e documentari.

### Carriera da solista
Il 18 marzo 2016 è uscito il suo primo album da solista, intitolato La fine dei vent'anni. Il disco è stato prodotto da Riccardo Sinigallia, che è anche coautore di alcuni brani. Oltre a Motta e Sinigallia, nel disco hanno suonato Cesare Petulicchio (Bud Spencer Blues Explosion), Giorgio Canali, Andrea Ruggiero, Alessandro Alosi (Il Pan del Diavolo) e altri. Nel tour che ha seguito l'uscita dell'album Motta è stato accompagnato alla batteria da Petulicchio, al basso da Laura Arzilli, poi sostituita da Federico Camici, alle tastiere Leonardo Milani e alla chitarra Giorgio Maria Condemi.
Nel settembre seguente viene candidato alla Targa Tenco 2016 nella categoria "Opera prima". Il 20 settembre 2016 riceve il premio vincendo con enorme vantaggio sulla concorrenza, rappresentata da Chiara dello Iacovo, Patrizia Cirulli, Andrea Tarquini e Giorgieness. Inoltre si è aggiudicato anche il premio PIMI Speciale 2016 del MEI come artista indipendente italiano.
Il 26 gennaio 2018 ha pubblicato il primo singolo Ed è quasi come essere felice, mentre il 5 marzo 2018 ha pubblicato il secondo singolo La nostra ultima canzone. Entrambi i singoli hanno anticipato la pubblicazione del secondo album in studio, Vivere o morire, prodotto da Taketo Gohara e pubblicato il 6 aprile 2018, album vincitore del Premio Lunezia Elite per le qualità musical-letterarie. . Il disco ottiene anche la Targa Tenco 2018 quale miglior disco in assoluto. Il 29 giugno 2018 ha pubblicato il terzo singolo Quello che siamo diventati.
Nell'autunno 2018 viene annunciato un minitour nel mese di novembre con il trio Les Filles de Illighadad, con cui Motta suonerà le canzoni di Vivere o morire unite ai loro canti e musiche.
Il 20 dicembre 2018 viene annunciata la partecipazione di Motta al Festival di Sanremo 2019 con il brano Dov'è l'Italia. Motta ha spiegato di aver deciso di partecipare al Festival per l'esigenza di cantare a un pubblico nazionale il contenuto del brano.
Nella serata dei duetti del Festival vince insieme a Nada e al momento della premiazione si possono udire dei fischi dagli spettatori. Nella classifica finale si posiziona al 14º posto, ultimo però nel televoto.
Nel 2019 Motta partecipa all'album Faber nostrum, disco tributo a Fabrizio De André in cui vari esponenti della musica italiana reinterpretano un brano del cantautore genovese. La cover eseguita da Motta è Verranno a chiederti del nostro amore.
Sempre nel 2019, Motta partecipa alla registrazione di Microchip temporale, album di remix realizzato dai Subsonica in collaborazione con diversi artisti italiani, nel singolo Tutti i miei sbagli. Il 20 giugno 2019 viene annunciato tra i candidati per la Targa Tenco 2019 nella categoria "Canzone singola" con Dov'è l'Italia.
Nel 2021 ha composto le musiche originali del film La terra dei figli, pubblicate dalla Decca Records nell'album omonimo. Ad fine ottobre esce il suo quarto disco La musica è finita.
Ad ottobre 2022 si esibisce in uno showcase acustico e viene premiato con la Targa Musica da Bere nel corso dell'omonima manifestazione.
Nel 2023 compare nella puntata E allora zumba! della serie I delitti del BarLume e nel film Cattiva Coscienza dove interpreta Diego.

### Vita privata
Dal 2017 è legato sentimentalmente all'attrice Carolina Crescentini, che ha sposato a Grosseto il 7 settembre 2019.

## Discografia

### Da solista

#### Album in studio
- 2016 – La fine dei vent'anni
- 2018 – Vivere o morire
- 2021 – Semplice
- 2023 – La musica è finita

#### Album dal vivo
- 2019 – Motta dal vivo
- 2024 - Suona! Vol.1

#### Colonne sonore
- 2021 – La terra dei figli
- 2024 - The Cage - Nella Gabbia
- 2024 - Non riattaccare

#### Singoli
- 2018 – Ed è quasi come essere felice
- 2018 – La nostra ultima canzone
- 2018 – Quello che siamo diventati
- 2018 – Chissà dove sarai
- 2019 – Dov'è l'Italia
- 2021 – E poi finisco per amarti
- 2021 – Quello che non so di te
- 2023 – Anime perse
- 2023 – La musica è finita
- 2023 – Per non pensarci più
- 2023 – Titoli di coda (con Willie Peyote)

#### Collaborazioni
- 2017 – Meno male che ci sei tu (con Sick Tamburo)
- 2019 – Tutti i miei sbagli (con i Subsonica)
- 2022 – Caro fottutissimo amico (con The Zen Circus)

### Con i Criminal Jokers

#### Album in studio
- 2010 – This Was Supposed to Be the Future
- 2012 – Bestie

## Formazione dal vivo
Attuale
- Francesco Motta – voce, chitarra, pianoforte, percussioni
- Giorgio Maria Condemi – chitarre, cori (2016-presente)
- Cesare Petulicchio – batteria, percussioni, elettronica (2016-2022, 2024-presente)
- Roberta Sammarelli – basso, cori (2023-presente)

Ex componenti
- Laura Arzilli – basso (2016)
- Federico Camici – basso (2016-2019)
- Leonardo Milani – tastiere, cori (2016-2018)
- Simone Padovani – percussioni (2018)
- Matteo Scannicchio – tastiere, sintetizzatore (2019-2022)
- Carmine Iuvone – violoncello (2019-2022)
- Francesco Chimenti – basso, violoncello, tastiere, cori (2021-2024)
- Davide Savarese – batteria (2023-2024)
- Whitemary – sintetizzatore (2023-2024)

## Videografia
Album: "La fine dei vent'anni"
- Prima o poi ci passerà (regia di Daniele "Dandaddy" Babbo, 2016)
- La fine dei vent'anni (regia di Francesco Lettieri, 2016)
- Sei bella davvero (regia di Stefano Poletti, 2016)
- Del tempo che passa la felicità (regia di Francesco Lettieri, 2017)

Album: "Vivere o morire"
- Ed è quasi come essere felice (regia di Daniele "Dandaddy" Babbo, 2018)
- La nostra ultima canzone (regia di YouNuts!, 2018)
- Quello che siamo diventati (regia di The Astronauts, 2018)
- Chissà dove sarai (regia di Marco Adamo Graziosi e Maria Host-Ivessich, 2018)

## Libri
- Francesco Motta, Vivere la musica: affrontare gli ostacoli, i cattivi maestri e le folli regole del gioco, Milano, il Saggiatore, 2020, ISBN 978-88-428-2648-4.